# Лопанка
Лопанка — село в Целинском районе Ростовской области. Административный центр Лопанского сельского поселения.

## География
Село расположено на юге Целинского района, в Предкавказье, в пределах Азово-Кубанской низменной равнины, на берегу реки Средний Егорлык, на высоте 35 метров над уровнем моря. Рельеф местности равнинный, практически плоский, расчленённый овражно-балочной сетью. В районе Лопанки распространены чернозёмы южные и обыкновенные мицеллярно-карбонатные. Почвообразующими породами являются глины и суглинки.
По автомобильным дорогам расстояние до областного центра города Ростов-на-Дону составляет 160 км, до ближайшего города Сальск — 59 км, до районного центра посёлка Целина — 18 км.
Климат
Климат умеренный континентальный (согласно классификации климатов Кёппена-Гейгера — Dfa). Среднегодовая температура воздуха положительная и составляет + 10,4 °C, средняя температура самого холодного месяца января — 3,6 °C, самого жаркого месяца июля + 23,8 °C. Расчётная многолетняя норма осадков — 536 мм. Наименьшее количество осадков выпадает в марте (норма — 34 мм), наибольшее в июне (55 мм) и декабре (59 мм).

## История
Согласно справочнику по Ставропольской епархии 1911 года издания село основано в 1830 году переселенцами из селения Лопанского Харьковской губернии. Однако согласно преданиям люди поселились здесь ещё в последней четверти XVIII века. Предполагается, что основание села связано с Государственной программой заселения новоприобретённых южных территорий, организованной согласно указу Екатерины II от 22 декабря 1782 года. Основная часть переселенцев была из Харьковской, Полтавской, Курской и Белгородской губерний. Постройка в конце XIX веке железнодорожной ветки Царицын — Кавказская позволила реализовать экономический потенциал региона. С этого времени началось производство товарного зерна и, как следствие, бурный экономический рост и дальнейший приток населения.
Согласно Списку населённых мест Ставропольской губернии в 1909 году в селе Лопанском имелось 600 дворов, проживало 2460 душ мужского и 2374 женского пола
В предреволюционные годы численность населения достигла 6000 человек. В селе имелся православный храм Преображения Господня, при котором действовала церковно-приходская школа. Имелось также одноклассное училище от министерства народного просвещения. Медицинскую помощь осуществлял фельдшер. В селе были две мануфактурные лавки, три бакалейные, одна мелочная, два винных склада, одна водяная мельница и шестнадцать ветряных. Село являлось центром Лопанской волости Медвеженского уезда Ставропольской губернии.
29 января 1923 года административный центр Медвеженского уезда, был перенесён в село Белая Глина, уезд переименован в Белоглиненский. В последующем, Лопанка несколько раз меняла свою административную принадлежность. По состоянию на 1926 год село являлось центром Лопанского сельсовета Западно-Коннозаводческого района Сальского округа Северо-Кавказского края. Согласно первой Всесоюзной переписи населения 1926 года в селе имелось 987 дворов, в которых проживало 4796 человек, из них украинцев — 3301, великороссов — 1457
С фронтов Великой Отечественной войны в село не вернулись 405 односельчан.

## Население
Динамика численности населения
| 1873 | 1909 | 1926 |
| ---- | ---- | ---- |
| 1498 | 4834 | 4796 |

| 1883 | 1884  | 2010  |
| ---- | ----- | ----- |
| 2465 | ↗2600 | ↘1936 |

## Улицы
| - ул. Гражданская, - ул. Заводская, - ул. Заречная, - ул. Калинина, - ул. Красная, - ул. Мира, - ул. Молодёжная, \| valign="top" \| - ул. Октябрьская, - ул. Советская, - ул. Урожайная, - ул. Широкая, - ул. Школьная, - ул. Южная. |